# Guillaume Bonnecarrère
Pour les articles homonymes, voir Bonnecarrere.
 (décembre 2010).
Si vous disposez d'ouvrages ou d'articles de référence ou si vous connaissez des sites web de qualité traitant du thème abordé ici, merci de compléter l'article en donnant les références utiles à sa vérifiabilité et en les liant à la section « Notes et références ».
Guillaume Bonnecarrère ou Bonne-Carrère est un homme politique français, né à Muret (aujourd'hui dans la Haute-Garonne) le 13 février 1754 et mort à Versailles le 9 décembre 1825.
Il joua un rôle de premier ordre dans l'histoire secrète de la Révolution française.

## Jeunesse
Fils d'un notaire de Toulouse, issu d'une famille bourgeoise et non noble, ainsi qu'il l'indique lui-même dans une de ses justifications du temps de la Révolution, il vit à Toulouse puis vient à Paris où il étudie le droit à l'université.
Une fois diplômé, il postule à une charge d'avocat au Parlement de Toulouse - qu'il ne put obtenir - et fait la connaissance de Barère de Vieuzac, Mailhe et Larrey avec lesquels il entre en maçonnerie.

De retour à Paris, il fréquente le Palais-Royal et il est un des habitués de la célèbre maison de jeu des Arcades appartenant à Goury de Champgrand, ami et protégé du duc d'Orléans. Le journal les Révolutions de Paris évoque ces années : 

« Bonnecarrères est un beau garçon et dans ce temps là, il ne lui fut pas difficile de se produire dans le monde. On l'accueillit avec transport dans les tripots, dans les académies de jeu, et le jeune Toulousain passa pour l'un des plus aimables roués de Paris. Il joua, fut heureux, gagna force argent et se fit à son tour des créatures parmi ces chevaliers escrocs qu'il payait à tant par chaque présentation, pour le conduire chez les hommes en place et chez les femmes de condition. À l'aide de ces connaissances, M. Bonnecarrère obtint des emplois de l'ancien gouvernement et dès l'an 1780, il était déjà important. »

## Diplomatie secrète (1783-1789)
Guillaume Bonnecarrère entre dans la carrière des armes et il sert quelque temps comme sous-lieutenant dans un régiment d'infanterie. Puis, grâce aux relations du Palais-Royal, il obtient en 1783, sur la demande de Vergennes, alors ministre des Affaires étrangères, un congé de quatre ans qu'il met à profit pour diverses missions diplomatiques dans le monde. Il voyage aux frais du département, notamment en Afrique et aux Indes. À son retour en France, à la fin de 1786, Montmorin lui confia quelques « voyages d'observation » en Europe, missions de diplomatie secrète qui le conduisirent aux Pays-Bas et en Allemagne. C'est au cours de l'un de ces voyages qu'il connait successivement Mirabeau et Dumouriez eux-mêmes employés dans la diplomatie secrète, mais également Lebrun, le futur secrétaire girondin du département des affaires étrangères, qui exerçait alors les fonctions d'écrivain mercenaire, se mettant plus ou moins au service du meilleur offrant.
En 1788, il demande le gouvernement de Chandernagor et se flatte de l'obtenir lorsque la Révolution survient.

## Le Jacobin (1789-1791)
Admis à la Société des amis de la constitution, il parvient à se faire nommer d’abord secrétaire de l’Assemblée générale des Jacobins, puis membre du Comité de correspondance, président du comité d’administration, membre du Comité de présentation et de vérification, secrétaire chargé des procès-verbaux, des lettres d’affiliation et des extraits de la correspondance. Comme tel, il n’est pas non plus sans rendre des services à Montmorin, ministre des Affaires étrangères sous la Constituante, monarchiste prononcé, qui était ainsi tenu, au jour le jour, au courant des travaux secrets des Jacobins[réf. nécessaire].
Le comte de Mirabeau devenu un des plus influents personnages de la Constituante exerce sur Bonnecarrère une sorte de fascination, aussi le prend-il comme modèle : « L’amitié qui existait entre eux était des plus vives, écrit la duchesse d'Abrantès, qui le connaissait personnellement. Il regrettait beaucoup que son ami fût mort lorsqu’il avait eu le porte-feuille des Affaires étrangères, car rien alors n’aurait empêché ce rapprochement tant désiré et si nécessaire ».
Elle ajoutait : « J’ai vu dans ses nombreux papiers les pièces du plus haut intérêt relativement à ces époques... Il avait des lettres originales d’une foule de personnages intéressants, et surtout de Mirabeau et de Choderlos de Laclos. Son amitié pour Mirabeau avait survécu à son objet malgré tout le temps et tout ce qui s’était passé depuis 25 ans. Il avait l’original de ce beau portrait où il est représenté adressant au roi le fameux discours sur le renvoi des troupes. Puis un autre où il est peint écrivant dans son cabinet et puis un petit buste et un plus grand, et le beau buste si connu et enfin une gravure. Enfin, dans son appartement, on était entouré de Mirabeau ».
Lorsque Mirabeau, en partie pour des raisons financières, décide de se ranger sous la bannière de la cour, secrètement s’entend, Bonnecarrère se met entièrement à la disposition du cabinet secret des Tuileries dont les agents divers (Sémonville, Rivarol, Mallet du Pan, etc.) étaient rémunérés sur les fonds de la liste civile. Il se fait une spécialité de débaucher les révolutionnaires les plus populaires et, aux Cordeliers, il approche entre autres François Desfieux, Jean-Marie Collot d'Herbois avec lequel il participe aux travaux de secrétariat aux Jacobins, et d’autres futurs meneurs de la Commune de Paris, avec lesquels il entretient des relations suivies.
Le 27 mars 1791, le ministre des affaires étrangères Montmorin, qui était partie prenante dans les affaires de débauchage, le nomme ambassadeur auprès du prince-évêque de Liège. Les Jacobins où il a toujours des fonctions de responsabilité, l’autorisent à accepter la place. Mais ces fonctions devaient cesser le 1er juin 1791.
Il demande à être prorogé mais, le 5 du même mois, il est exclu de la société à la suite d’une violente altercation avec Camille Desmoulins qui le dénonce comme étant agent soldé du cabinet secret des Tuileries.
Les Révolutions de Paris ont résumé ce qu’on disait alors du personnage : « La Révolution s’opère, que fait M. Bonnecarrère ? On le paie pour aller aux Jacobins. Il y intrigue, se fait nommer dans les comités et rapporte fidèlement tout ce qu’il voit à ses commettants. Nous avons dit comment il avait su séduire certains législateurs en les appelant chez lui, en les distrayant dans des orgies, des grands intérêts qui devaient les animer. » Lors de la scission arrivée aux Jacobins pendant la révision de l’acte constitutionnel, M. Bonnecarrère passa aux Feuillants comme chef de file, et il y fut suivi de presque tous ses « amis ».
Là, il acquiert encore plus de consistance qu’il n’en avait eue aux Jacobins.
Entretemps, le prince évêque de Liège avait refusé les lettres de créance de Bonnecarrère. Demeuré à Paris, celui-ci rejoint, avec Bertrand Barère de Vieuzac et quelques-uns de ses amis, l’aristocratique club des Feuillants. Après la fuite du roi à Varennes et la fusillade du Champ-de-Mars du 17 juillet 1791, il demande un congé de quelques mois à Montmorin tout en continuant de toucher ses appointements de 20 000 livres par an. Il se rend à Toulouse et à Muret sa ville natale.
Revenu à Paris à la fin d’octobre 1791, il fait ses préparatifs de départ pour se rendre à Liège où on est enfin disposé à l’accueillir. « Mon départ fut retardé, dit-il, ce qui nuisit infiniment aux dispositions révolutionnaires dans lesquelles se trouvaient les patriotes liégeois qui m’attendaient avec impatience pour les faire éclater. ».
Son ambassade à la principauté de Liège se termine avec la déclaration de guerre. Revenu à Paris, il se met à la disposition du comité secret des Tuileries - mis en œuvre par le comte de Montmorin, Maximilien Radix de Sainte-Foix, Talon et quelques autres -  tout en affichant « les couleurs du jacobinisme ». Il veut se faire réintégrer au club des Jacobins mais ses amis François Desfieux, Collot d’Herbois et Taschereau de Fargues l’en dissuadent.
Bonnecarrère n’est guère aimé des Brissotins qui ont formé un groupe à l’influence décisive à l’Assemblée législative.
Madame Roland le compare à Jean-Marie Hérault de Séchelles : « Tous ces beaux garçons, écrivait-elle à un ami, semblent de pauvres patriotes ; ils ont l’air de trop s’aimer eux-mêmes pour ne pas se préférer à la chose publique, et je n’échappe jamais à la tentation de rabattre leur suffisance en ne paraissant pas voir le mérite dont ils tirent le plus vanité ».
La marque de Bonnecarrère est d’abord l’intelligence à laquelle se joint la culture générale, la souplesse et les relations étendues. Jacques-Pierre Brissot lui reconnait des qualités intellectuelles mais lui reproche son faste et sa duplicité. Il est vrai que Bonnecarrère avait été à la fois aux ordres de Montmorin, puis de Claude Valdec de Lessart son successeur l’un et l’autre devant payer tragiquement leur dévouement à la monarchie, et membre influent des Jacobins puis des Cordeliers où, comme François Desfieux, Jean-Marie Collot d'Herbois, Bertrand Barère de Vieuzac et tant d’autres, il affiche un zèle patriotique exagéré.

## Directeur général du département des Affaires étrangères
Malgré l'obstruction des Girondins et de Jacques-Pierre Brissot qui sait à qui il a affaire, le nouveau ministre des Affaires étrangères, Dumouriez - lui-même amené à cette place par l'influence de Radix de Sainte-Foix auprès de Louis XVI-, nomme Bonnecarrère directeur général du département des Affaires étrangères (6 mars 1792).
Pour calmer les soupçons insistants que Camille Desmoulins, Mme Roland et beaucoup d'autres font peser sur lui, il fait procéder, avec l'aval de Dumouriez, à des nominations de commis susceptibles de donner le change : « Je voulus démettre les commis courbés sous le joug du despotisme, se vantait-il, et les remplacer par des Jacobins passionnés pour l'égalité (...) Déjà le 20 mars, quatre jours après ma nomination, au style trampant de l'esclavage succéda l'idiome de la liberté ».
Comme premier commis au premier bureau chargé des relations avec la Grande-Bretagne, les Pays-Bas, les États hanséatiques et les États-Unis, il installe l'ex-abbé Tondu dit Lebrun-Tondu qui devait par la suite succéder à Dumouriez à la tête du ministère.
Pour le 2e bureau, il nomme Jean-François Noël qui est chargé de la correspondance avec l'Allemagne. Le 3e bureau est confié à Baudry[Qui ?] et les trois derniers bureaux à, respectivement, Thomas Geoffroy, Colchen et Mendouze. Mis à part Lebrun qui rallie les Brissotins, ces individus étaient faiblement identifiables d'un point de vue politique.[Interprétation personnelle ?]
Plus parlante est la nomination de De Ribes en remplacement du banquier de cour Joseph Duruey. Comme De Ribes venait d'accepter la nomination de receveur général des fonds de la Liste civile, les Girondins forcent Bonnecarrère à prendre Bidermann, un ami d'Étienne Clavière qui a la confiance de Brissot. Mais à la suite de nouvelles contestations, Joseph Duruey, qui n'était autre que l'un des banquiers de Louis XVI, est réintégré au ministère, le 22 juin 1792.
Le ministère Dumouriez ne laisse pas un souvenir impérissable[Interprétation personnelle ?]. La guerre vient d'être déclarée et Bonnecarrère couvre de son autorité une diplomatie bicéphale, inspirée par les Tuileries.
Il fait envoyer en mission à l'étranger un certain nombre d'individus, comme le baron de Batz, les futurs ambassadeurs Maret et Sémonville et Pierre Benoit d'Angers - chargé d'affaires de Talon -, tous connus pour leur hostilité à l'établissement d'une république en France. Bonnecarrère, malgré les précautions qu'il prend en se posant dans les clubs comme patriote, est un muscadin. Il fréquente les salons et maisons de jeu du Palais-Royal notamment chez Aucane et Mme de Sainte-Amaranthe en compagnie de son ami le sans-culotte François Desfieux qui approvisionne l'établissement en vins fins et spiritueux.
On le voit aussi dans l'hôtel particulier de Mme Griois où se trouve l'atelier de Adélaïde Labille-Guiard, l'appartement, au second étage, du baron de Batz, et celui de sa maîtresse la cantatrice Marie de Grandmaison et enfin, au premier étage, celui de Laurence Calenges, maîtresse de Bonnecarrère et sa future épouse.
Il est surtout mêlé à de sombres affaires d'argent avec les banquiers Walter Boyd et William Ker qui sont soupçonnés d'être des agents payeurs à Paris à la solde du gouvernement britannique. Il accuse réception du gouvernement britannique et confie aux soins de ces banquiers une grosse somme d'argent (8 782 livres sterling ce qui représente à peu près la somme de 200 000 livres de France), une situation qui occasionne par la suite avec Walter Boyd, un long procès qui durera jusqu'à l'époque du Consulat.
Lorsque Dumouriez est remplacé, Bonnecarrère, redoutant d'avoir à rendre des comptes, demande à être envoyé à Philadelphie. Brissot s'interpose et fait casser cette décision par décret, et après le 10 août 1792, il est arrêté comme suspect de complicité avec la cour.
Contre toute attente, c'est Jean-Paul Marat, l'Ami du Peuple, qui, à la veille des massacres du 2 septembre 1792, le tire de sa geôle, lui épargnant une mort certaine. À cette époque, Marat est membre de la Commune de Paris où le mouvement dit par la suite hébertiste est né.
Le 11 septembre 1792, les scellés apposés à son domicile sont levés. Après l'invasion de la Belgique, il est envoyé par le gouvernement à Liège « où, disait-il, il avait une dette à payer au petit tyran mitré ». Dans tous ses discours, il va désormais se montrer plus révolutionnaire que les révolutionnaires, prenant à cet égard exemple sur ses amis François Desfieux et autres exerçant une influence déterminante à la Commune de Paris.
Revenu à Paris le 20 décembre 1792, il propose un plan d'invasion de la Zélande - qui n'aboutit pas - et se mêle activement des affaires politiques sans être élu.
Avec plusieurs régicides parmi lesquels Paganel, Bordas, Sevestre, Osselin, Julien de Toulouse, Delaunay d'Angers, etc., il fréquente le salon des ex-comtesse de Beaufort et marquise de Pompignan, rue Saint-Georges. Ces deux dames royalistes, émigrées rentrées, étaient très actives en cultivant leurs relations avec les hommes du jour, tous ennemis mortels des Girondins et proches de la Commune, afin d'obtenir de leur mansuétude des certificats de dés-émigration pour certains de leurs amis en difficulté. Elles avaient leurs entrées au premier Comité de sûreté générale et seront arrêtées par le second pendant l'instruction du procès des hébertistes.
Bonnecarrère voit Laborde de Méréville, le fils du banquier Laborde et les représentants de la banque internationale. Il appartient au camp de ceux qui, tenant la Commune sous leur influence, ont pour projet de déstabiliser la Convention ou de la renverser. Plusieurs représentants des milieux financiers internationaux sont alors en effet favorables à l'établissement en France d'un gouvernement « sur le modèle anglais (sic) » avec, par exemple à sa tête, un des trois fils du roi de Grande-Bretagne.
Le 2 avril 1793, à la suite de la trahison de Dumouriez, il est recherché comme complice de Dumouriez et des orléanistes, dont l'abbé d'Espagnac, Jean-Jacques Duval d'Eprémesnil, lady Fitzgerald, Lucrèce d'Estat, Louis-Marthe Gouy d'Arcy, le général Westermann, Choderlos de Laclos, le général Valence, les deux fils Égalité, la citoyenne Sillery-Genlis que l'on soupçonnait de financer ou de favoriser les projets factieux prêtés à Dumouriez.
Arrêté à nouveau et conduit à l'Abbaye, il est accusé le 3 avril par Brissot. Celui-ci veut éclairer ses collègues et avance que la nomination de Dumouriez aux Affaires étrangères était le résultat d'une intrigue concertée entre Talon et Bonnecarrère, actifs l'un et l'autre au comité secret des Tuileries et véhémentement soupçonnés d'être des agents d'influence du gouvernement britannique.
Remis en liberté par ordre du Comité de sûreté générale et notamment grâce à Jean-Paul Marat qui avait répondu à l'appel de sa cousine ou belle-sœur, Mme Montané, venue plaider sa cause, à nouveau, et à Charles-Nicolas Osselin, il est le 6 avril suivant, sur proposition de Robespierre jeune, de nouveau arrêté. Le 7, il écrit à la Convention pour protester de la pureté de ses intentions et affirmer qu'il n'avait jamais eu de relations directes ou indirectes avec le duc d'Orléans. Après le coup de force de la Commune contre la Convention et l'élimination des Girondins, il sort de prison.
Quand son ami Jean-Paul Marat est assassiné, il manifeste bruyamment sa tristesse[réf. nécessaire], et c'est son beau-frère, le président Montané, qui juge Charlotte Corday avant d'être arrêté avec sa femme et incarcérés comme suspects.
Quant à Bonnecarrère, il continue à fréquenter les cercles révolutionnaires et de livrer à une surenchère démagogique. En septembre 1793, au moment du vote de la loi des suspects, on le retrouve président de la section de Fontaine-de-Grenelle dont dépend son domicile. Malgré les énormes soupçons qui pèsent encore sur lui et malgré la mort programmée de ses ennemis de la Gironde, il bénéficie de la protection effective de Barère qui occupe la première place au tout puissant Comité de salut public.

## Un agent de l'étranger?
Dans ses Esquisses sur la Révolution, le Girondin Jacques-Antoine Dulaure l'a accusé d'avoir été un agent soldé du gouvernement britannique. Les apparences pourraient en effet le laisser croire. Il semble plus évident que Bonnecarrère, après avoir été orléaniste, jacobin, monarchien et essentiellement agent secret des Tuileries avec Talon et Radix de Sainte-Foix, se soit rapproché du groupe informel de ceux qu'on a baptisé par la suite « Hébertistes ». Son nom fut d'ailleurs cité dans le cours du procès des vingt-trois plus infortunés d'entre eux qui sont exécutés avec Jacques-René Hébert, le 24 mars 1794.
L'itinéraire de Bonnecarrère après le 10 août 1792 établit assurément ses liens avec ceux des Cordeliers qui, au début de l'hiver 1793-1794, ayant préparé un coup d'État comparable à celui du 31 mai 1793, sont arrêtés avant d'avoir pu mettre leur projet à exécution. Désigné à la vindicte de Robespierre et Saint Just, il est arrêté le 23 nivôse an II, dans la série d'arrestations visant tous ceux qui désiraient installer Jean-Nicolas Pache, comme grand-juge, à la tête d'un état oligarchique, à la fois financier et policier, et qu'appelaient de leurs vœux les gens de finances. Plus chanceux que ses amis, entre autres Desfieux, Jacob Péreyra, le banquier Jean Conrad de Kock, Berthold Proly ou Michel de Laumur, beau-père du banquier Monneron, toujours protégé par Bertrand Barère et Jean-Marie Collot d'Herbois, il évite l'échafaud.
En prison, il demeure sous la sauvegarde du Comité de sûreté générale de Vadier qui empêche son nom d'apparaître dans les listes de conspirateurs de prison. Cette situation est d'ailleurs validée par une commission populaire qui statue le 28 prairial sur une incarcération jusqu'à nouvel ordre. Le danger aurait été, pour lui, que le bureau de police du Comité de salut public s'empare de son dossier où Robespierre aurait obtenu sans mal sa tête, ce à quoi Barère n'aurait pu s'opposer sans se compromettre gravement.

## Agent diplomatique
Mis en liberté le 24 nivôse an III, il est chargé par le gouvernement de différentes missions secrètes à Copenhague, Berlin et dans le reste de l'Allemagne.
Il cherche à influencer le ministre Delacroix lors du voyage de lord Malmesbury à Lille, insistant sur la situation de l'Inde et indiquant au Directoire les comptoirs français à y établir ainsi que les clauses à intégrer dans le futur traité de paix qui est d'ailleurs reporté à 1802 (5 et 18 messidor an V).
Il devient fort lié avec Talleyrand, nouveau ministre des Relations extérieures, qui l'envoie en mission dans le Cercle de Basse-Saxe, mais le premier consul, qui savait à quoi s'en tenir à son sujet, refuse de l'employer à des postes de responsabilité ou de confiance, sauf à des missions secrètes en Grande-Bretagne. Il est à Londres, soi-disant pour surveiller les élections, pour trouver des documents destinés au procès de Napoléon contre Jean-Gabriel Peltier, mais aussi en réalité pour ses affaires.
Ses suppliques annuelles, quoique apostillées par un nombre considérable de hauts personnages, ne sont suivies d'aucun résultat. Il éprouve, sous le Consulat et l'Empire les mêmes avanies que son ami Barère que l'Empereur soupçonnait également d'avoir été un agent britannique. En 1805, le département de la Haute-Garonne l'ayant proposé au Corps législatif, il est invalidé par le Sénat. En 1810 seulement, il obtient du maréchal Mac Donald, devenu parent du banquier Perrégaux, son ancien ami et protecteur, la place de directeur général de la police en Catalogne.
Quand il est à Paris, Bonnecarrère achète des biens nationaux ou revend ceux acquis plus tôt. Le 28 floréal an III, il épouse Laurence Levôt, fille de l'ancien intendant de l'Élection de Montivilliers. Mariée en premières noces à l'avocat rouennais Calenges, Mme Bonnecarrère, extrêmement jolie, avait vécu au début de la Révolution dans l'hôtel de Mme Griois, rue de Ménars, n°7, à Paris et était une relation de Marie de Grandmaison, maitresse du baron de Batz. Elle meurt en mai 1814, AN, minutier Propriétaire d'un très grand nombre de terrains et de fermes dans la pays de Caux, elle avait acheté en mars 1793, conjointement avec Bonnecarrère un hôtel particulier rue Neuve des Capucines puis ils acquièrent le 11 messidor an VIII le château de Lésigny, près de Paris. Le couple, qui vit luxueusement dans un autre hôtel du quartier de la Ville l'Évêque, forme le type même des parvenus de la Révolution et du Directoire [Interprétation personnelle ?].

## La Restauration
En 1814, il est présenté au roi Louis XVIII et tente de faire valoir, d'abord auprès de Talleyrand puis du duc de Richelieu et de ses successeurs, le souvenir des intrigues royalistes qu'il a si souvent niées auparavant (entre autres dans sa grande justification de l'an II). Las de solliciter en vain, il se consacre à sa fortune. Il établit avec succès à Paris un commerce de voitures de louage qui lui permit encore d'accroître son patrimoine.
Il meurt à Versailles le 9 novembre 1825, laissant un fils.